# Foggy Bottom

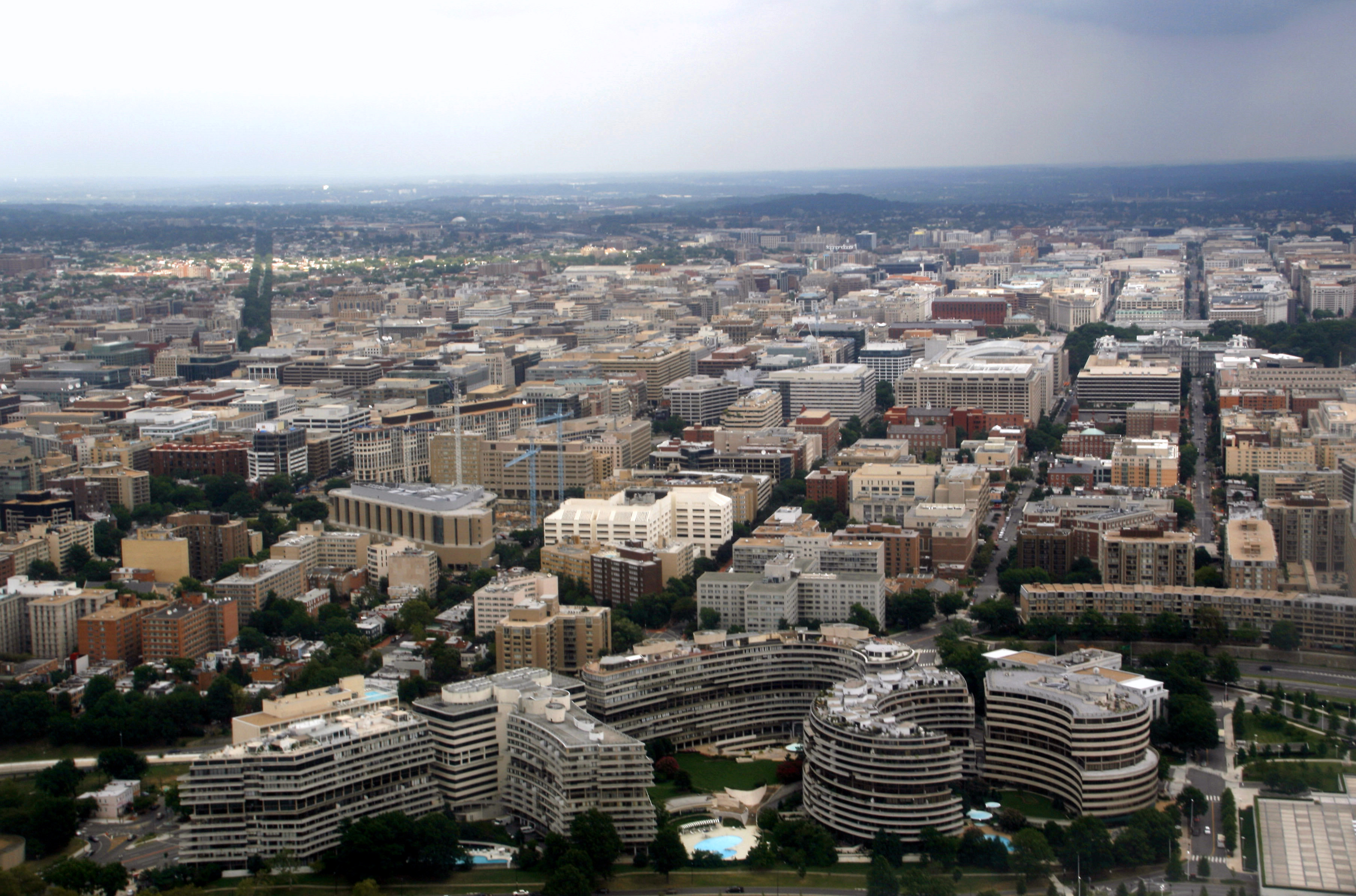
Vue aérienne de Foggy Bottom avec au premier plan le complexe du Watergate.

Emplacement de Foggy Bottom dans Washington DC.

Foggy Bottom est l'un des plus anciens quartiers de Washington D.C, datant du XVIII et XIX siècles. Il se situe à l'ouest de la Maison-Blanche, dans le centre de la ville, dans le Northwest quadrant. Il est délimité par la 17e rue à l'est, Rock Creek Parkway à l'ouest, Constitution Avenue au sud et Pennsylvania Avenue au nord. On pense que Foggy Bottom tient son nom de sa proximité de la rivière, qui rendait susceptible à cet endroit la concentration de fog et de fumée industrielle, une bizarrerie atmosphérique locale.
La plus grande partie de Foggy Bottom est occupée par le campus principal de l'université George Washington. Le département d'État des États-Unis (équivalent du ministère des Affaires étrangères) est appelé par  métonymie « Foggy Bottom » depuis qu'il a déménagé son siège dans un bâtiment proche, le Harry S Truman Building (en), en 1947,.